# Luther-Eiche (Burg)

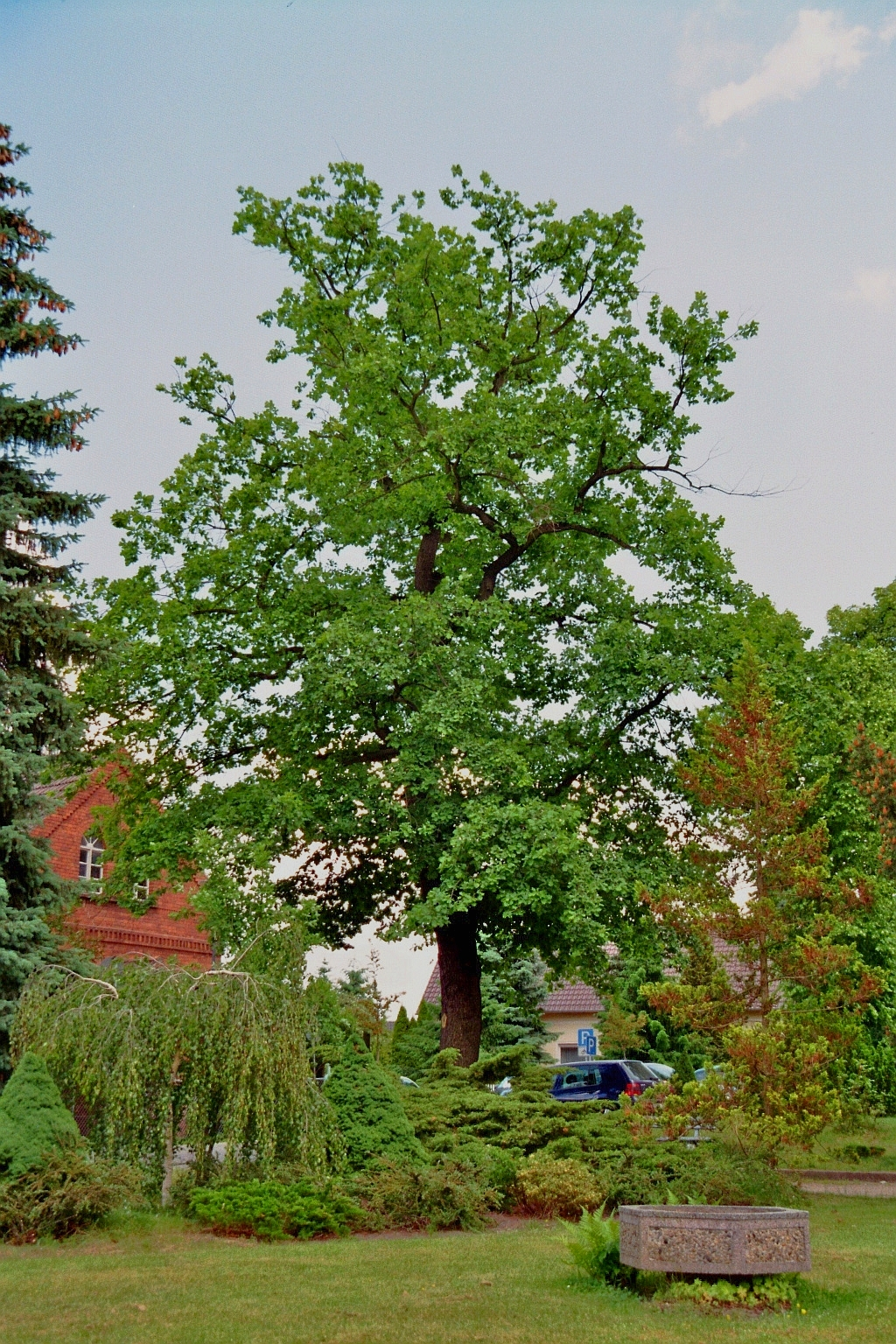
Luther-Eiche in Burg

Die Luther-Eiche ist eine Eiche im Spreewaldort Burg.
Die Eiche ist als Naturdenkmal ausgewiesen. Sie wurde anlässlich des 400. Geburtstag des Reformators Martin Luther am 10. November 1883 zwischen der Pfarrkirche und dem Konfirmandensaal gepflanzt.

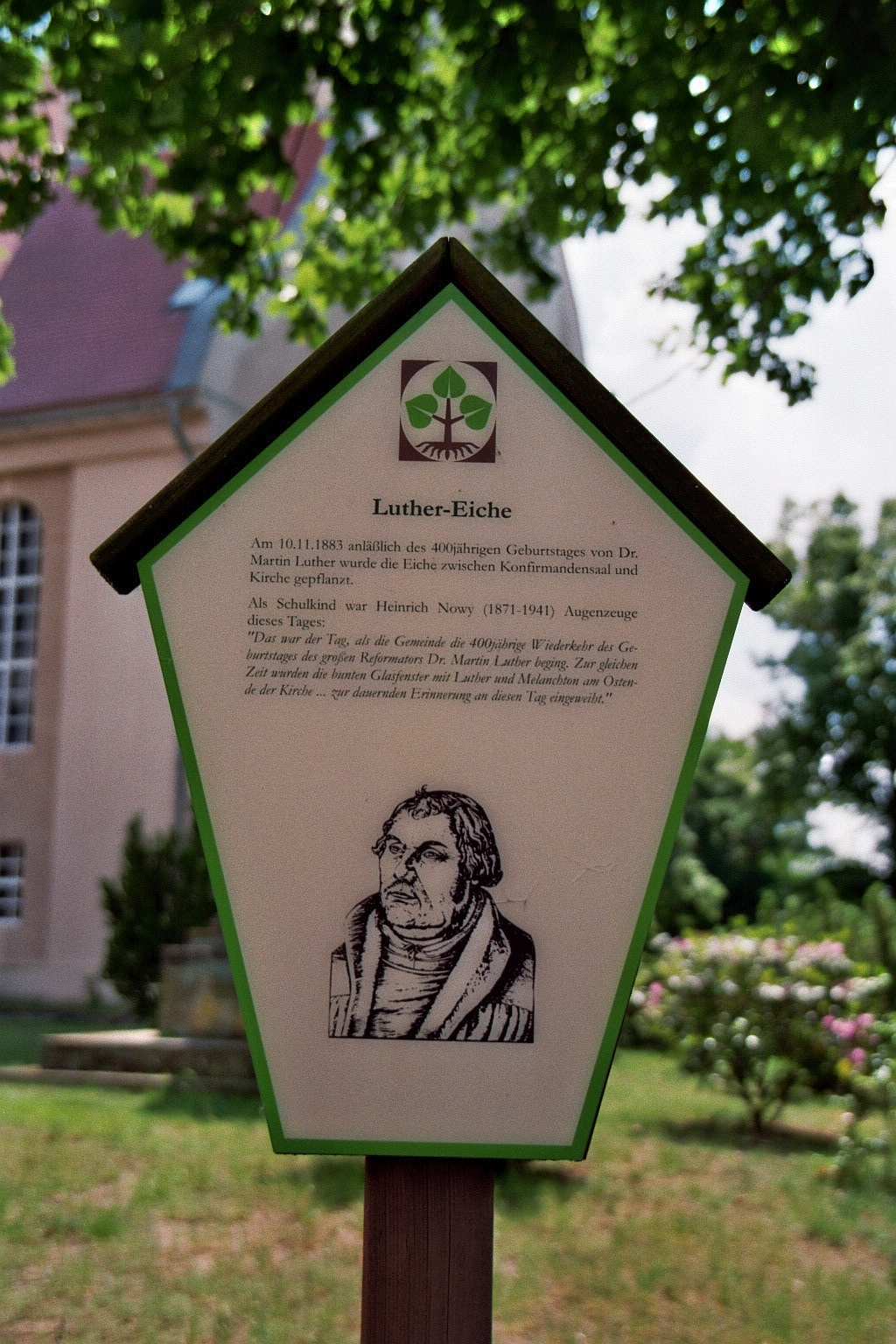
Hinweisschild zur Geschichte der Luther-Eiche

Luthereichen wurden in Deutschland an mehreren Orten zu ähnlichen Anlässen gepflanzt. Eine unterhalb der Eiche aufgestellte Hinweistafel erinnert an den Anlass der Pflanzung.